# Mixochlora sumatrensis
Mixochlora sumatrensis là một loài bướm đêm trong họ Geometridae.